# Нови-Садский трамвай
Но́ви-Са́дский трамва́й (серб. Новосадски трамвај) — бывшая трамвайная система в Нови-Саде, Сербия. Просуществовала с 30 сентября 1911 года до 30 сентября 1958 года.
К 2030 году планируется построить новую сеть.

## История
По мере развития Нови-Сада потребность в общественном транспорте росла. В 1868 году появились первые планы перевозки людей в колесницах. Со временем было решено построить трамвайную систему.
Электричество в городе начали вырабатывать в 1910 году, что позволило электрическому трамваю открыться в следующем году. Первоначально в систему было поставлено 19 вагонов, бо́льшая часть которых производилась на заводе Ganz в Будапеште, а несколько — в Германии . Позже еще три были привезены из Славонского Брода. Ширина колеи — 1435 миллиметров. Город продолжал расширяться в то время, когда он был центром Дунайской Бановины. В 1930 г. город купил три автобуса, которые стали конкурировать с рельсовым транспортом. Бомбардировка в 1944 году разрушила электростанцию, снабжавшую трамваи. Сеть возобновила работу 25 мая 1945 года. Трамваи ходили до 1958 года, когда их заменили автобусы.

## Маршруты
В системе было два маршрута:
- Первая линия (известна как белая) проходила от Футошка Капия до Темеринской улицы[2]. Эта линия шла по улице Темерин, рядом с Епископским дворцом через центр города, в сторону бани и больницы, где и находился её конец. Дополнительная линия, известная как синяя линия, шла от Бани до Ченея.
- Вторая линия, известная как зеленая линия шла от бывшей железнодорожной станции до конца Дунайской набережной[3].

## Проект современного трамвая (Нострам)

Карта пяти линий по плану 2011 года на 2030 год.

В 2011 году город Нови-Сад представил планы возобновления трамвайной сети. Идея впервые появилась в 1991 году. Согласно технико-экономическому обоснованию, проведенному в 2011 году, сеть должна содержать 5 линий, которые пересекаются друг с другом. Общая протяженность линий составит 92,5 км, в них будет 47 станций и одно депо.
Первая фаза оценивается в 80 миллионов евро, которая включает в себя покупку 25 трамваев (65 миллионов) и строительство линии длиной 25,5 км (15 миллионов). Эта линия будет идти от терминала «Западный» до терминала «Лиман IV», и доставлять в центр города. Три следующих вехи развития продлятся до 2030 года. Запланирована покупка 50 трамваев с вместимостью по 160 человек.